# Campionat acreano

Campionat acreano / Acre

El Campionat Acreano és el campionat estatal de futbol d'Acre.

## Campions
Font:
Liga Acreana de Esportes Terrestres (LAET)
- 1919:  Rio Branco (1)
- 1920:  Ypiranga (1)
- 1921:  Rio Branco (2)
- 1922-27: desconegut
- 1928:  Rio Branco (3)
- 1929:  Rio Branco (4)
- 1930:  AA Militar (1)
- 1931-34: desconegut
- 1935:  Rio Branco (5)
- 1936:  Rio Branco (6)
- 1937:  Rio Branco (7)
- 1938:  Rio Branco (8)
- 1939:  Rio Branco (9)
- 1940:  Rio Branco (10)
- 1941:  Rio Branco (11)
- 1942:  Duque de Caxias (1)
- 1943:  Rio Branco (12)
- 1944:  Rio Branco (13)
- 1945:  Rio Branco (14)
- 1946:  Rio Branco (15)

Federação Acreana de Desportos (FAD, Territori d'Acre)
- 1947:  Rio Branco (16)
- 1948:  América-AC (1)
- 1949:  América-AC (2)
- 1950:  Rio Branco (17)
- 1951:  Rio Branco (18)
- 1952:  Atlético Acreano (1)
- 1953:  Atlético Acreano (2)
- 1954:  Independência (1)
- 1955:  Rio Branco (19)
- 1956:  Rio Branco (20)
- 1957:  Rio Branco (21)
- 1958:  Independência (2)
- 1959:  Independência (3)
- 1960:  Rio Branco (22)
- 1961:  Rio Branco (23)
- 1962:  Rio Branco (24)[a]

Federação Acreana de Desportos (FAD, Estat d'Acre)
- 1962:  Atlético Acreano (3)[a]
- 1963:  Independência (4)
- 1964:  Rio Branco (25)
- 1965:  Vasco da Gama (1)
- 1966:  Juventus (1)
- 1967:  Gremio Sampaio (1)
- 1968:  Atlético Acreano (4)
- 1969:  Juventus (2)
- 1970:  Independência (5)
- 1971:  Rio Branco (26)
- 1972:  Independência (6)
- 1973:  Rio Branco (27)
- 1974:  Independência (7)
- 1975:  Juventus (3)
- 1976:  Juventus (4)
- 1977:  Rio Branco (28)
- 1978:  Juventus (5)
- 1979:  Rio Branco (29)
- 1980:  Juventus (6)
- 1981:  Juventus (7)
- 1982:  Juventus (8)
- 1983:  Rio Branco (30)
- 1984:  Juventus (9)
- 1985:  Independência (8)
- 1986:  Rio Branco (31)
- 1987:  Atlético Acreano (5)
- 1988:  Independência (9)

Federação de Futebol do Estado do Acre (FFEAC, professional)
- 1989:  Juventus (10)
- 1990:  Juventus (11)
- 1991:  Atlético Acreano (6)
- 1992:  Rio Branco (32)
- 1993:  Independência (10)
- 1994:  Rio Branco (33)
- 1995:  Juventus (12)
- 1996:  Juventus (13)
- 1997:  Rio Branco (34)
- 1998:  Independência (11)
- 1999:  Vasco da Gama (2)

Federação de Futebol do Acre (FFAC, professional)
- 2000:  Rio Branco (35)
- 2001:  Vasco da Gama (3)
- 2002:  Rio Branco (36)
- 2003:  Rio Branco (37)
- 2004:  Rio Branco (38)
- 2005:  Rio Branco (39)
- 2006:  ADESG (1)
- 2007:  Rio Branco (40)
- 2008:  Rio Branco (41)
- 2009:  Juventus (14)
- 2010:  Rio Branco (42)
- 2011:  Rio Branco (43)
- 2012:  Rio Branco (44)
- 2013:  Plácido de Castro (1)
- 2014:  Rio Branco (45)
- 2015:  Rio Branco (46)
- 2016:  Atlético Acreano (7)
- 2017:  Atlético Acreano (8)
- 2018:  Rio Branco (47)
- 2019:  Atlético Acreano (9)
- 2020:  Galvez (1)
- 2021:  Rio Branco (48)
- 2022:  Humaitá (1)
- 2023:  Rio Branco (49)
- 2024:  Independência (12)
- 2025:  Independência (13)

1. 1 2  L'any 1962 es disputaren dos campionats.

## Títols per equip
- Rio Branco Football Club (Rio Branco) 49 títols
- Atlético Clube Juventus (Rio Branco) 14 títols
- Independência Futebol Clube (Rio Branco) 13 títols
- Atlético Acreano (Rio Branco) 9 títols
- Associação Desportiva Vasco da Gama (Rio Branco) 3 títols
- América Futebol Clube (Rio Branco) 2 títols
- ADESG-Associação Desportiva Senador Guiomard (Senador Guiomard) 1 títol
- Duque de Caxias Sport Club (Rio Branco) 1 títol
- Galvez Esporte Clube (Rio Branco) 1 títol
- Gremio Atlético Sampaio (Rio Branco) 1 títol
- Sport Club Humaitá (Porto Acre) 1 títol
- Associação Atlética Militar (Rio Branco) 1 títol
- Plácido de Castro Futebol Club (Plácido de Castro) 1 títol
- Ypiranga Sport Club (Rio Branco) 1 títol